# 미트라에움

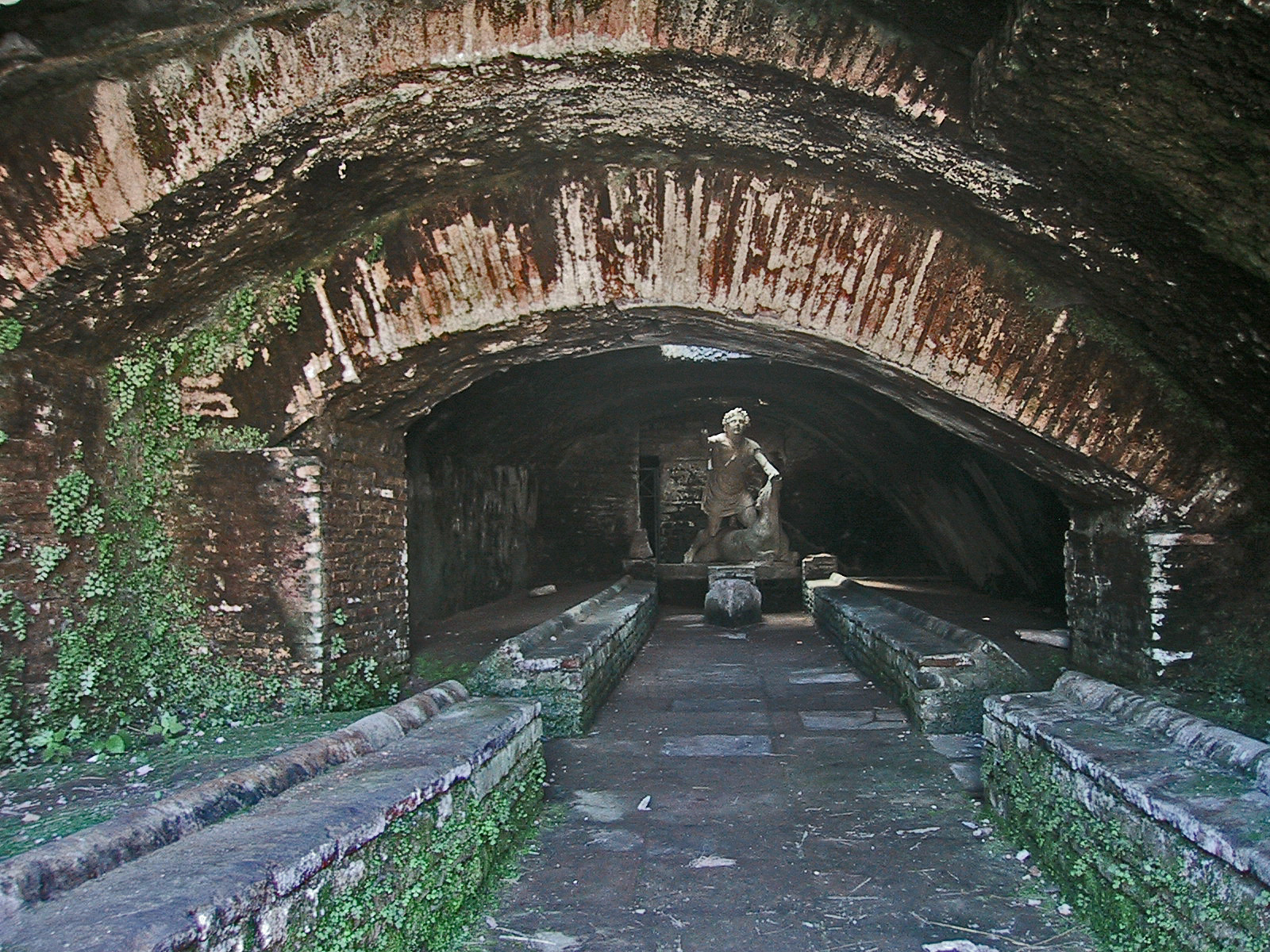
이탈리아의 오스티아 안티카(Ostia Antica)에서 발견된 미트라에움 유적

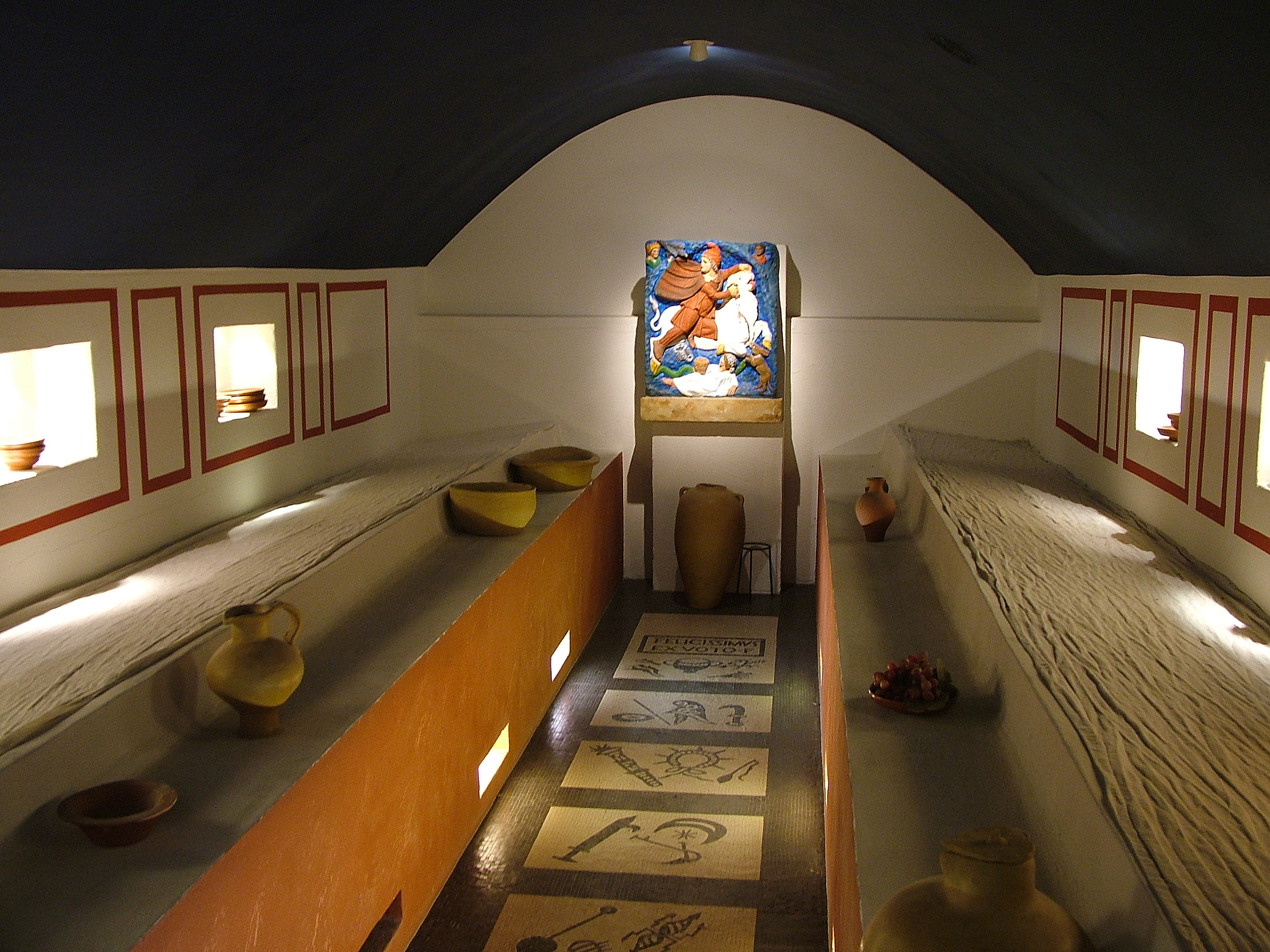
현대적으로 재구성된 미트라에움: 네덜란드의 무제움 오리엔탈리스 박물관의 역사 테마파크의 일부

미트라에움(Mithraeum, 복수형은 미트라에아 · Mithraea)은 그리스-로마 신비 종교 중 하나인 미트라 신비 가르침의 신자들의 예배 장소이다.
미트라에움은 천연 동굴을 개조한 것이거나 혹은 동굴 모양을 한 인공적인 건물이었다. 미트라에움은 어둡고 창문이 없었는데, 지하 공간이나 천연 동굴에 위치하지 않은 경우에도 그러하였다. 미트라에움은 가능한 한 기존 건물 내부나 아래에 건설되었다. 미트라에움에는 별도의 입구 또는 현관이 있었는데 이 입구 또는 현관은 스페라에움(spelaeum) 또는 스페룬카(spelunca)라 불리었다. 이 두 라틴어 낱말은 모두 동굴을 뜻한다. 스페라에움을 지나면 양쪽 벽을 따라, 올림형 의자가 놓여 있는데 이 의자들은 식사 의식에 사용되었다. 그리고 지성소가 안쪽 끝에 놓여 있었는데 주로 우묵 들어간 벽감에 위치하였다. 이 지성소 앞에는 대좌 모양의 제단이 놓여 있었다. 이러한 기본 배치를 하고 있는 많은 미트라에움들이 로마 제국 전역에 산재(散在)하였다. 특히 로마 군대가 주둔하였던 브리튼섬과 같은 국경 지대를 따라서 미트라에움들이 여기 저기 흩어져 있었다. 미트라에움은 기독교 교회의 지하실, 특히 묘지로 쓰인 지하실로 바뀐 경우가 많은데, 이런 경우 그 특징적인 배치를 보고 그것이 미트라에움이었는지 아니었는지를 판별할 수 있다.
미트라에움의 구조를 보면, 미트라 신비 가르침의 신자들이 미트라에움에서 모여 벽을 따라 세워진 의자를 이용하여 성찬(聖餐, Eucharist)과 유사한 공식(共食, common meal)의 식사 의식을 했었으리라는 추측이 가능하다. 대부분의 미트라에움은 30명 내지 40명의 인원만을 수용할 수 있는 크기였다.
미트라에움은 "우주의 어떤 이미지"를 본떠 배열된 것이었다. 몇몇 연구가들은, 특히 미트라 신비 가르침의 아이코노그래피의 문맥에서, 미트라에움에서 보이는 흐름은 태양이 지점(至點 · solstice)에서 지점(至點)으로 운동하는 것이 영혼이 이전의 존재에서 육체로 그리고 육체 너머의 사후세계로 운동하는 것과 유사하다는 신플라톤주의의 개념으로부터 유래한 것으로 보인다는 견해를 주장하였다.

## 주요 미트라에움
주요 미트라에움들이 있는 나라와 장소는 다음과 같다.
프랑스
- 앙제
- Biesheim
- Mackwiller
- 자르부르(Sarrebourg)
- 스트라스부르 (district of Kœnigshoffen)

독일
- Dieburg/다름슈타트
- 프랑크푸르트-헤던하임
- 프라이부르크
- Gimmeldingen
- Güglingen
- 하나우
- 하이델베르크, Kurpfälzisches Museum
- Köln
- Königsbrunn (아우크스부르크 부근)
- 마인츠
- 노이스 (Legionslager Castra Novaesia)
- Osterburken
- Riegel am Kaiserstuhl (프라이부르크 부근)
- Saalburg
- 자르브뤼켄
- Schwarzerden
- Wiesloch

헝가리
- Aquincum Mithraeum (of Victorinus)
- Savaria Mithraeum.
- Fertorakos Mithraeum.

이스라엘
- Caesarea Maritima, City of Herods.
- Old Caesarea Roman Mithraeum.

이탈리아
- 로마:
  - 키르쿠스 막시무스
  - Barberini
  - San Clemente
  - 카라칼라 욕장
  - Santo Stefano Rotondo
  - Santa Prisca
  - Santa Maria Capua Vetere

루마니아
- Brukenthal Museum의 Lapidarium
- Apulum (알바이울리아).

스페인
- Roman Ville of Fuente Álamo (Puente Genil).

스위스
- Martigny (고대의 Octodurus) - 재건된 미트라에움

시리아
- Duro-Europos

영국
- Caernarfon Mithraeum, 웨일스
- Carrawburgh, Hadrian's Wall, 잉글랜드
- London Mithraeum, 잉글랜드